# Sogona minima
Sogona minima är en mångfotingart som beskrevs av Chamberlin 1912. Sogona minima ingår i släktet Sogona och familjen storjordkrypare. Inga underarter finns listade i Catalogue of Life.